# 高松琴平電気鉄道12000形電車
高松琴平電気鉄道12000形電車（たかまつことひらでんきてつどう12000がたでんしゃ）は、かつて高松琴平電気鉄道（琴電）に在籍した電車である。

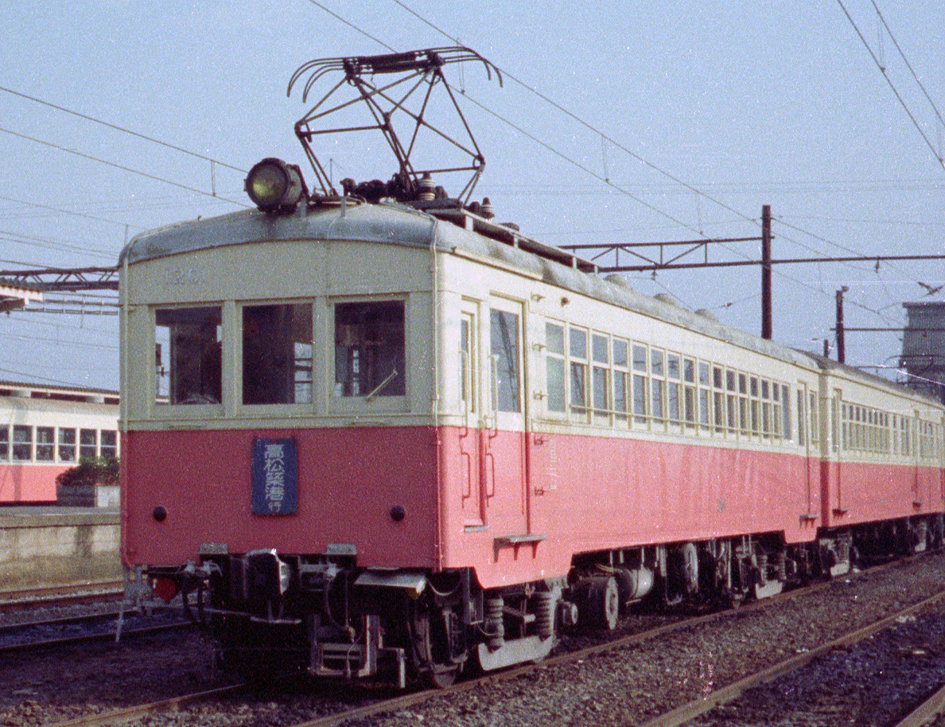
高松琴平電気鉄道1201+1202（1979年）

半鋼製片運転台式の制御電動車(Mc)の1201と半鋼製片運転台式制御車(Tc)の1202の2両が存在し、両車で固定編成を組んだ。琴平線の急行用車両「りつりん号」として使用された。
前所有者は日本国有鉄道で、買収国電のモハ1202とクハニ7202である。

## 概要

### 富士身延鉄道 - 日本国有鉄道
元々は富士身延鉄道のモハ100形とクハユニ300形である。それぞれ1927年（昭和2年）、1928年（昭和3年）に日本車輌製造で製造された。
1941年（昭和16年）、富士身延鉄道が鉄道省に買収されて身延線となると、それぞれ、モハ93003、クハユニ95003に改称された。
太平洋戦争後すぐに飯田線に転籍し、1953年（昭和28年）に、それぞれモハ1200形（1202）、クハニ7200形（7202）に改称された。この頃改造が行われている。1957年（昭和32年）廃車となる。

### 高松琴平電気鉄道
1958年（昭和33年）、琴電が1202と7202を購入。クロスシート化の上7202は荷物室が撤去され、軽食コーナーを兼ねた売店や郵便ポストの設置など改装が行われた。1202と7202はそれぞれ12000形1201・1202と改称され、急行用車両「りつりん号」として使用される。
1965年（昭和40年）にはロングシート化され、一般車となる。晩年はラッシュ時のみの運用だった。1060形の導入により、1981年（昭和56年）に廃車となった。

## 参考資料
- 後藤洋志「琴電 古典電車の楽園」、JTBキャンブックス、ISBN 4-533-04857-9 C2026 2003年7月